# 联合国常务副秘书长
联合国常务副秘书长是联合国秘书处的一个事務首長，為联合国秘書長的副手。这一职位是在第七任秘书长科菲·安南的提议下，于1998年联合国大会通过的《第51/12B号决议》所设立。虽然常务副秘书长在联合国秘书处地位仅次于秘书长，但并不影响《联合国宪章》规定的秘书长職务。

## 中文翻譯
聯合國系統中四种秘书长相关职位分別是：
1. UN Secretary-General（秘书长）
2. Deputy-Secretary-General（常務副秘书长，輔佐秘书长及主持日常工作）
3. Under-Secretary-General（副秘书长，主管各部门工作）
4. Assistant-Secretary-General（助理秘书长）

然後在这个管理层的下边，是各个业务部门負責人（Chiefs and Directors）以及各级专业人员（Professionals）。這些職位在翻譯上如对内称呼也带个“长”字（如司长、处长等），但實際上他們多数都要负责联合国各种下屬委员会的工作，所以通常會稱作「某某委员会的秘书」或主任、幹事。
理論上Deputy Secretary-General直譯中文意思就是「副秘书长」（英文中Deputy為「副職/副手」之意），但在联合国歷史中Under-Secretary-General是很早就设立的职位，長久以來該職位官方翻译一直就是「副秘书长」。同時在體系中就直屬於秘书长之下，也就是联合国秘書處各個附屬機構的首長。直到1997年之后安南改革联合国机构才批准设立了Deputy-Secretary-General。對此联合国在编辑中文官方网页时，已斟酌考虑了兩者之间的微妙关系，所以才会采用「常务副秘书长」的翻译方案而不是「副秘书长」。事實上如採用後者翻譯，也可将Under-Secretary-General比照翻成「次秘书长」或「秘书次长」。

## 歷史與職能
作为联合国改革的一部分，大会在1997年年底决定成立常务副秘书长一职，作为秘书长办公厅的一个组成部分，以协助管理秘书处的运作，确保各项活动和方案的连贯性。同时提升组织的形象和在经济和社会领域的领导。大会决定，常务副秘书长职位隶属聯合國秘書長辦公廳。细节载于秘书长报告增编1和秘书长于1997年11月4日向大会关于联合国改革非正式磋商会议所做的声明中。
常务副秘书长由秘书长任命；并受秘书长委托承担下列职责： 
- 协助秘书长管理联合国秘书处业务及执行其指派的任务；
- 在秘书长离开时或受其委托的情况下，可在联合国总部暂代秘书长职责；
- 支助秘书长处理、协调，确保活动和方案达到部门间和机构间的工作连贯一致等；
- 支助秘书长加强联合国在经济和社会领域的形象和领导，包括进一步努力加强其作为发展政策和发展援助的领导中心；
- 代表秘书长出席会议公务活动仪式及其确定的其他活动等。

此外常務副秘書長辦公室主任是聯合國發展集團觀察員。

## 历任常务副秘书长

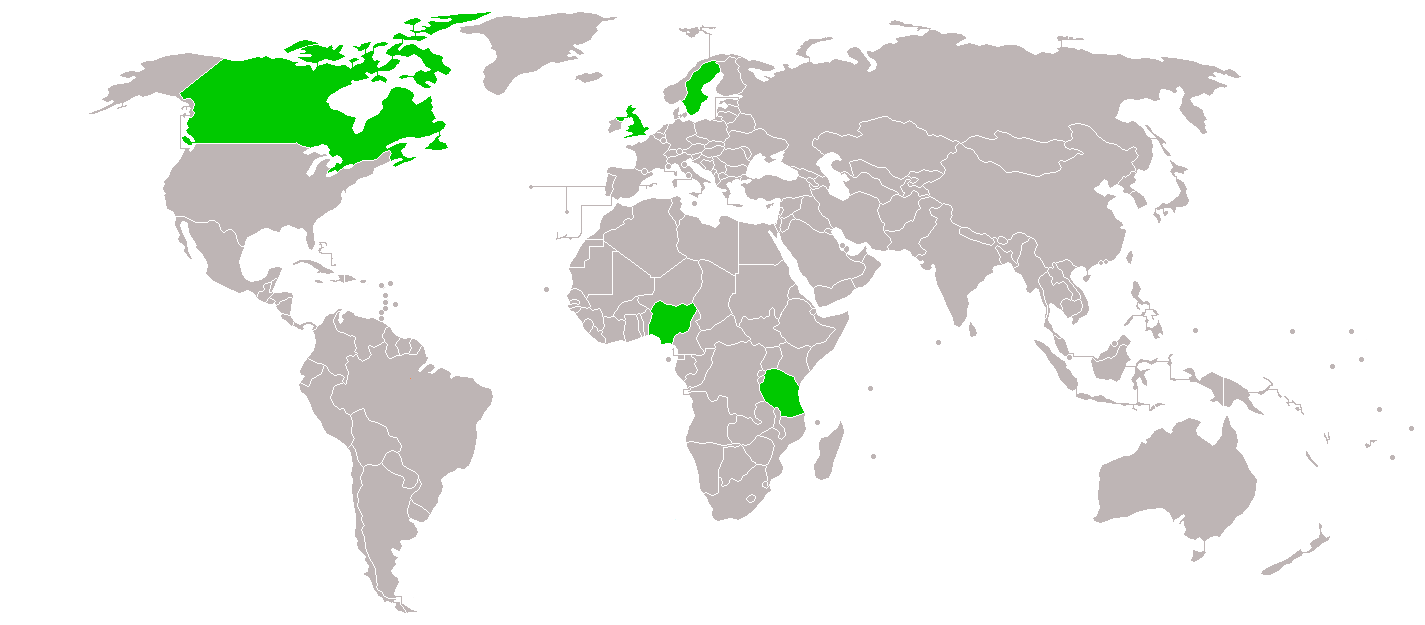
常務副秘書長擔任者出身國家

| 任次 | 姓名                       | 国籍     | 前职                   | 就任日期     | 离任日期       | 秘书长            | 后职 | 参考  |
| ---- | -------------------------- | -------- | ---------------------- | ------------ | -------------- | ----------------- | ---- | ----- |
| 1    | 路易丝·弗雷歇特            | 加拿大   |                        | 1998年3月2日 | 2006年4月1日   | 科菲·安南         |      |       |
| 2    | 馬克·馬洛赫·布朗           | 英国     | 联合国秘书长办公厅主任 | 2006年4月1日 | 2006年12月31日 | 科菲·安南         |      | [ 2 ] |
| 3    | 阿莎－罗丝·姆滕盖蒂·米吉罗 | 坦桑尼亚 |                        | 2007年2月5日 | 2012年7月1日   | 潘基文            |      |       |
| 4    | 楊·艾里亞森                | 瑞典     | 联合国大会主席         | 2012年7月1日 | 2016年12月31日 | 潘基文            |      | [ 3 ] |
| 5    | 阿米纳·J·穆罕默德          | 奈及利亞 |                        | 2017年1月1日 | 現任           | 安東尼奧·古特雷斯 |      |       |

| 聯合國區域集團           | 常務副秘書長人數 |
| ------------------------ | ---------------- |
| 西歐和其他國家集團       | 3                |
| 東歐集團                 | 0                |
| 拉丁美洲及加勒比國家集團 | 0                |
| 亞洲-太平洋集團          | 0                |
| 非洲集團                 | 2                |